# Complesso monumentale di San Michele a Ripa Grande

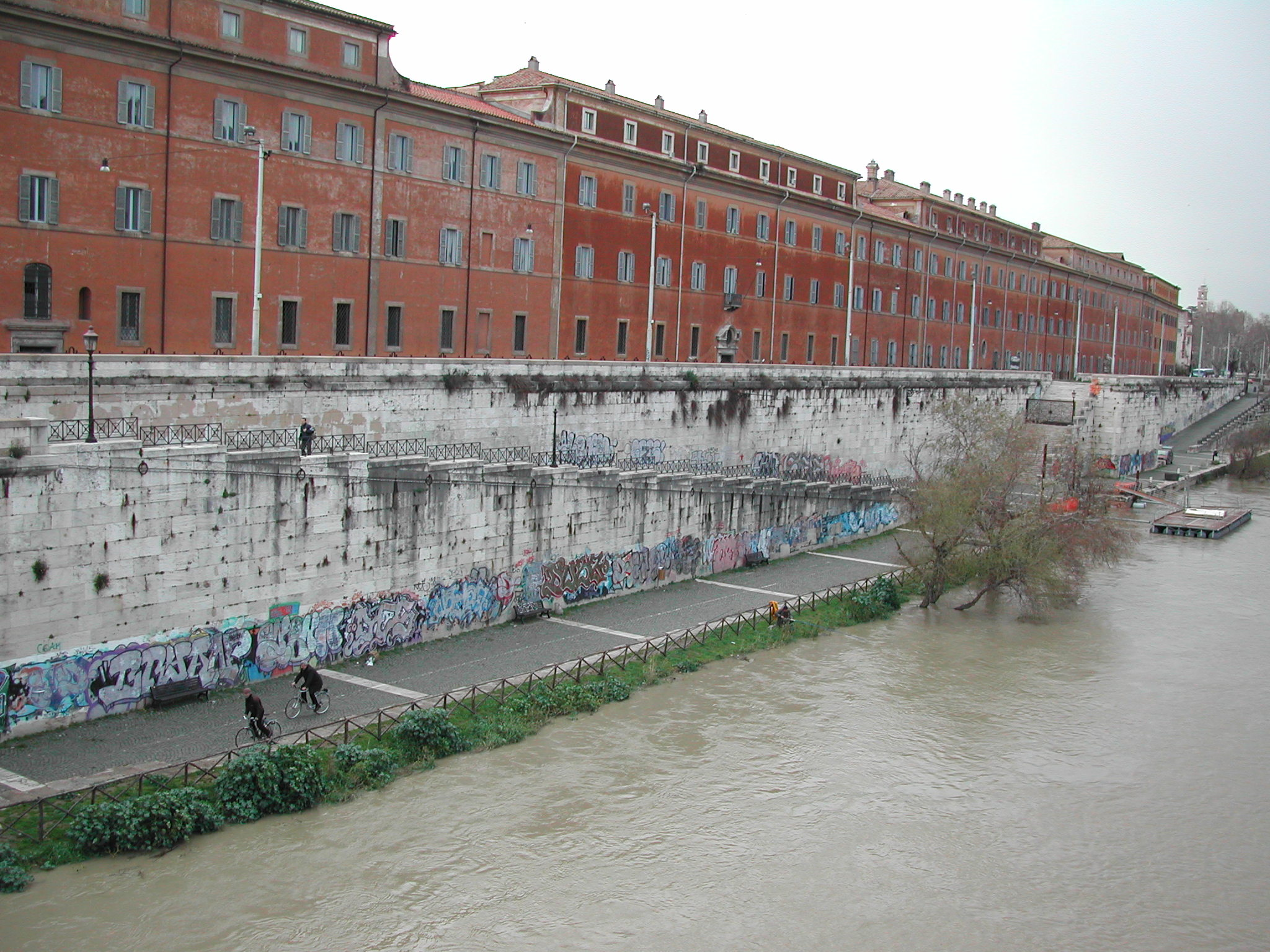
San Michele, prospetto sul Tevere e porto di Ripa Grande, nel 2000

L'ospizio apostolico di San Michele, a Roma, è una grande struttura architettonica sul porto di Ripa Grande, nata tra la fine del XVII e il XVIII secolo come struttura polifunzionale - orfanotrofio, ospizio e carcere - per ospitare bambini abbandonati e vecchi poveri, e anche come carcere minorile e carcere femminile.

## Storia

### I papi e i "luoghi pii" (la pubblica assistenza)
Come indica la comune radice dei due termini, il confine tra "ospedale" e "ospizio", cioè tra struttura di cura e struttura di contenimento, fu abbastanza labile fino all'età dei lumi: si trattava, in entrambi i casi, di fornire ricovero, cibo ed eventualmente cure - ma anche contenimento - a persone che non erano in grado di provvedervi autonomamente, e che per questo stesso fatto costituivano un fenomeno disturbante e allarmante per l'ordinaria gestione della città. La Chiesa, che nello stato pontificio gestiva anche il potere amministrativo e civile, fu perciò il primo soggetto che, a Roma, istituzionalizzò le attività di sostegno ai poveri, esaltandone ideologicamente il carattere religioso e caritativo, ma anche costituendone le forme segreganti.
Numerosi furono i punti di assistenza, complessivamente definiti "luoghi pii", istituiti e gestiti da vari soggetti: "Nazioni", cioè stati esteri al Pontificio, "Università", ovvero associazioni professionali, ordini religiosi e anche da alcuni benefattori privati.

Nella seconda metà del Cinquecento la crisi economica seguìta al Sacco di Roma e alla diminuzione delle entrate provenienti dai paesi protestanti, accentuò drammaticamente i fenomeni di povertà urbana. La miseria del popolo, che la carità pubblica e quella privata non riuscivano a sollevare, generava anche problemi che oggi chiameremmo di ordine pubblico. Per la città vagavano infatti torme di miserabili - infittite da immigrati di vario genere: contadini e braccianti che l'estendersi del latifondo aveva privato della sussistenza, pellegrini arenati nell'Urbe, gente senza mestiere - che apparivano particolarmente pericolosi se giovani, come "i Fanciulli, e Giovani discoli, che inquietano la Città, o che per castigarli si consegnano da' proprj Parenti alla Giustizia, acciò siano corretti". Non stupisce quindi che sia stato Sisto V, il grande programmatore della Roma controriformista, a creare il primo punto di assistenza sociale istituzionalizzata: fu, questo, l'Ospedale dei poveri a via Giulia, costruito da Domenico Fontana a Ponte Sisto nel 1586-1588, e dotato di rendite atte a coprirne i costi.

### La fabbrica: ospizio apostolico e carcere

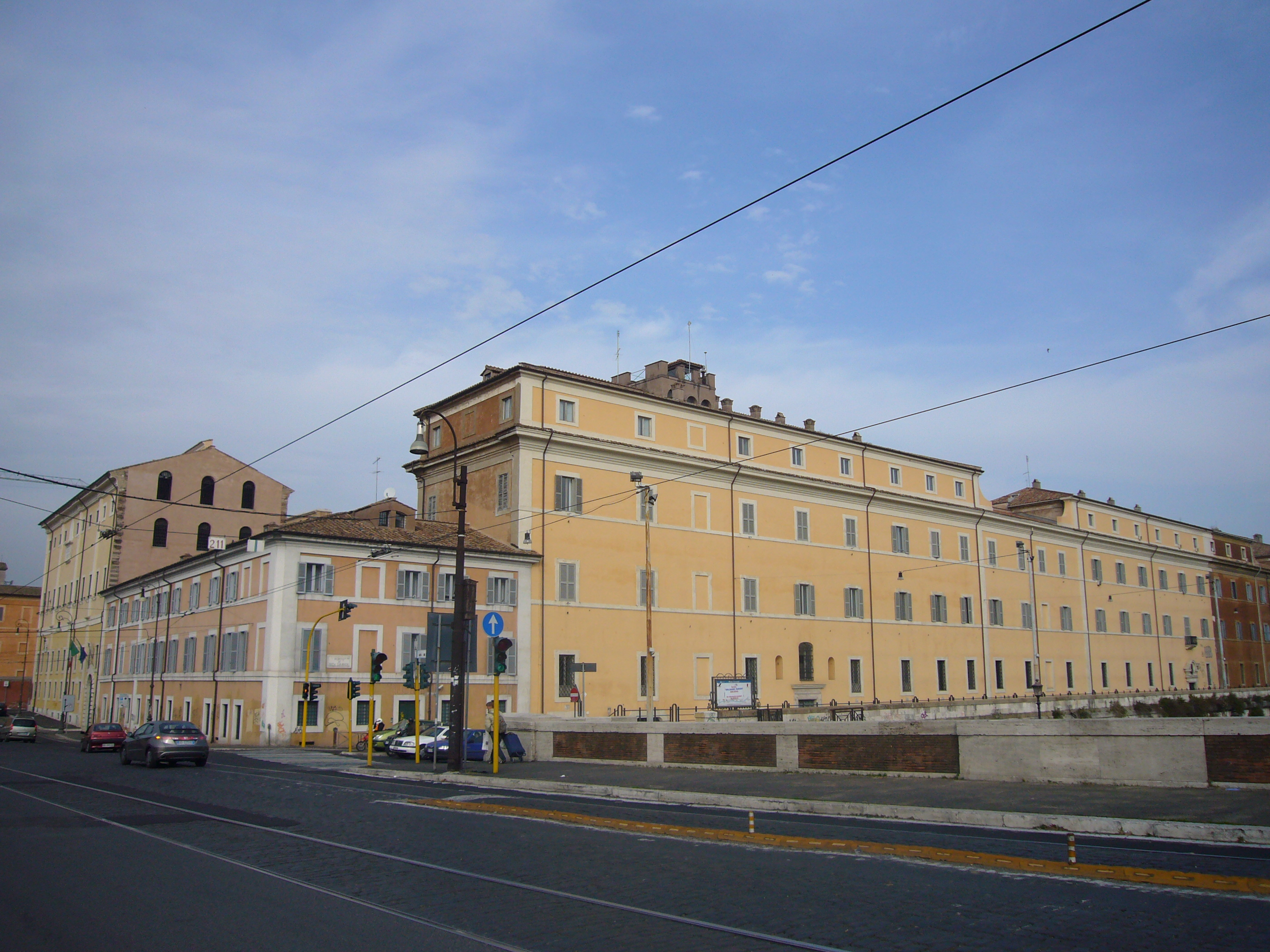
Il complesso di S. Michele visto dal ponte Sublicio. Da sinistra: il carcere delle donne, gli edifici della dogana, l'ospizio dei fanciulli

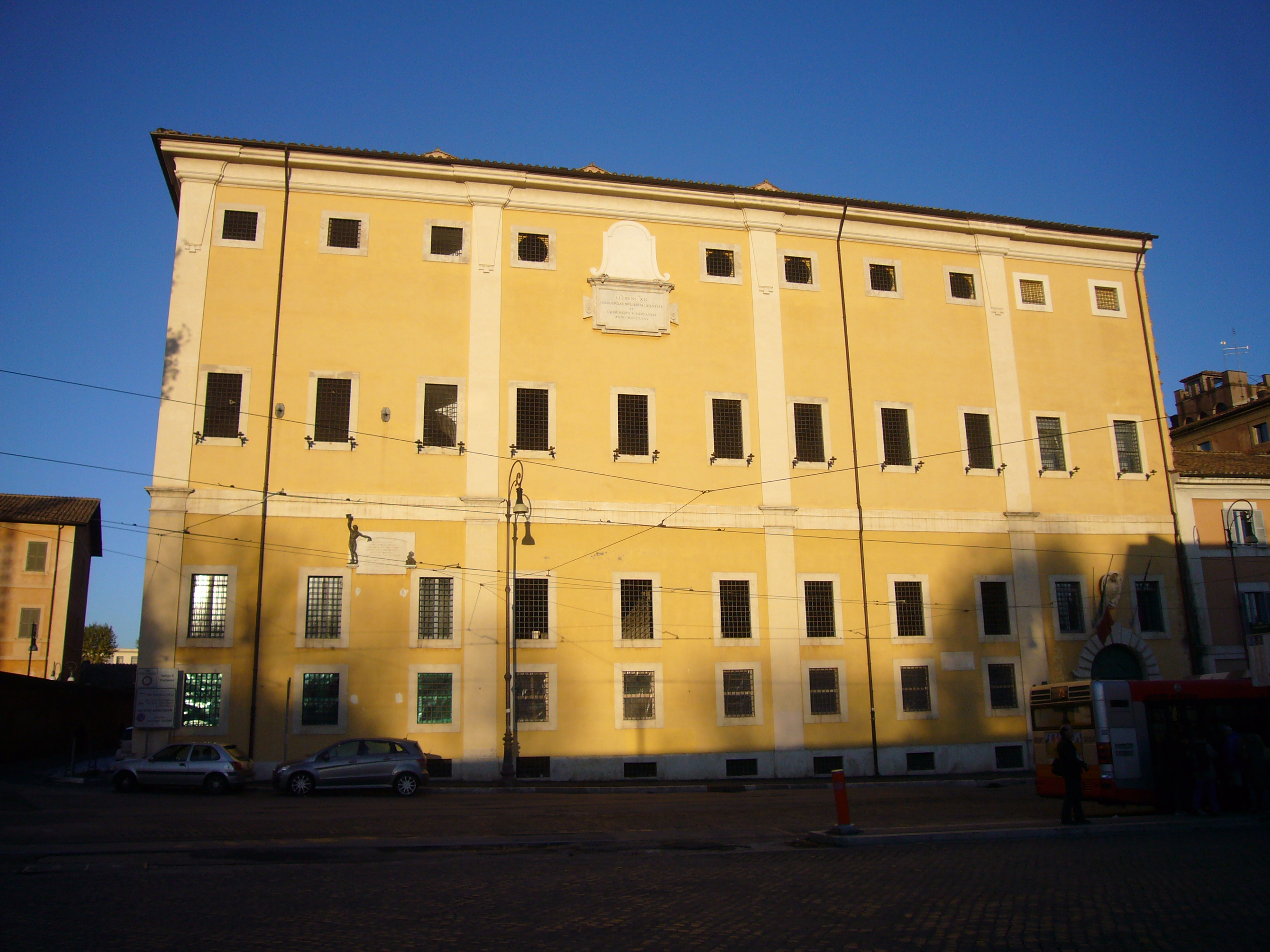
Facciata del carcere delle donne.

La fondazione dell'ospizio apostolico, un secolo dopo, è legata alla ugualmente papale famiglia Odescalchi. Si vede bene, dalla cronologia degli edifici, come l'"ingegnerizzazione" dell'assistenza pubblica stesse stabilendo una profonda connessione, anche topografica e urbanistica, tra le esigenze puramente assistenziali e quelle contenitive.
Il primo nucleo dell'opera fu stabilito nella proprietà Odescalchi immediatamente alle spalle del porto di Ripa Grande, affinché un nuovo edificio accogliesse gli orfani assistiti dall'opera pia di famiglia, e li indirizzasse ad apprendere un mestiere. Il progetto comprendeva, a questo scopo, botteghe artigiane ed un lanificio: la collocazione del nuovo edificio sulla riva del Tevere era quanto di più opportuno potesse darsi, a tal fine.
Anche sulla base dell'esperienza fatta con l'opera alla quale aveva contribuito già da quand'era cardinale, Innocenzo XII decise dunque nel 1693 di riorganizzare l'assistenza pubblica di Roma, cominciando con il raccogliere in un'unica istituzione e in un unico luogo l'infanzia abbandonata, e progettando di concentrarvi anche le altre categorie di poveri assistiti che erano all'epoca collocati a Ponte Sisto e al Palazzo lateranense.
Il suo successore Clemente XI pensò tuttavia che fosse prioritario aggregare, all'ospizio per gli orfani, il carcere per i minorenni ("correzionale"), e nel 1704 fece costruire a questo scopo su progetto di Carlo Fontana, dal lato verso Porta Portese, un nuovo corpo di fabbrica, dettandone personalmente il regolamento.
Lo stesso papa, nel 1708, iniziò l'ampliamento della fabbrica dall'altro lato, verso Santa Maria dell'Orto, per farvi l'edificio per l'ospizio dei vecchi, un cortile destinato a servizi, una grande chiesa, l'ospizio delle vecchie (riprendendo così il progetto di Innocenzo XI), e sopraelevando, per dormitori e stenditoi, i cinque corpi di fabbrica.
Clemente XII fece infine costruire da Ferdinando Fuga, ultimo edificio verso Porta Portese, il carcere delle donne, collegato all'ospizio dei fanciulli da un ulteriore corpo di fabbrica più basso, che venne destinato a magazzini e caserme per la dogana, per costituire ulteriori spazi di servizio e fonti di rendita. Nel 1735 il complesso si poteva dire completato, nell'aspetto che conosciamo oggi, e che è riprodotto nella pianta del Nolli.
Le ultime modifiche alla fabbrica furono apportate da Pio VI nel 1790, aggiungendo dopo la chiesa (che nel progetto del Fontana doveva essere a croce greca, ed era rimasto invece con una pianta a T) una nuova ala destinata a conservatorio delle zitelle, come era stato nel progetto di Clemente XI. La chiesa stessa fu completata solo nel 1835 da Luigi Poletti, che fu anche insegnante nell'Istituto, e costruttore di una ruota idraulica destinata a cavare acqua (potabile) dal pozzo dell'Istituto.
Nell'Ottocento venne anche destinato a carcere per i detenuti politici.

### Restauro e riuso moderno
La funzione assistenziale dell'ospizio apostolico decadde con l'unità d'Italia, essendo venute meno le rendite e le privative che ne garantivano la vita economica, e decadute le scuole d'arte. Del complesso, passato al Comune nel 1871, rimase attiva la funzione carceraria: le strutture destinate al carcere femminile, alla dogana e al correzionale vennero infatti unificate e andarono a costituire l'Istituto Romano S. Michele, che venne interamente destinato a carcere minorile, e intitolato ad Aristide Gabelli mentre il resto dell'immobile fu abbandonato. Nel 1938 l'Istituto fu trasferito a Tor Marancia, che era allora estrema periferia; al San Michele rimase solo il riformatorio, attivo fino al 1972. Il resto dell'immobile restò praticamente abbandonato, divenendo rifugio di sfollati durante la guerra, e poi di senza tetto - fino all'inagibilità.
L'immobile fu acquisito dallo Stato nell'agosto 1969, e destinato a sede dell'allora Direzione centrale Antichità e belle arti del ministero della pubblica istruzione (entrata a far parte, dal 1975, del nuovo "Ministero per i beni culturali e ambientali" (oggi Ministero della cultura). Dopo più di tre anni di progettazione, nel 1973 iniziarono il risanamento, il restauro e la messa in sicurezza, che interessarono l'intera struttura, dai tetti ai pavimenti crollati, alle fondazioni da consolidare. Lo stato di degrado era tale che ancora nel 1977 crollò un'ala dell'edificio verso via del Porto. Gli spazi interni furono completamente ristrutturati, salvaguardando ove possibile gli elementi costruttivi originali, e il complesso destinato a centro direzionale di attività pubbliche relative a beni culturali e ambientali.
Nell'edificio sono allocati attualmente i seguenti uffici del Ministero della cultura:
- Direzione generale Archeologia, belle arti e paesaggio[11] cui compete la gestione della sala dello Stenditoio, ristrutturata dall'architetto Franco Minissi, sede di eventi culturali e mostre di prestigio organizzate sia dall'amministrazione che da soggetti esterni;
- Direzione generale Archivi;
- Direzione generale Creatività contemporanea;
- Direzione generale Musei;
- Istituto Centrale per il Catalogo e la Documentazione (ICCD)
- Istituto centrale per il restauro (ICR);
- Segretariato regionale del Ministero della cultura  per il Lazio;
- Soprintendenza Speciale Archeologia Belle Arti e Paesaggio di Roma.

## Descrizione

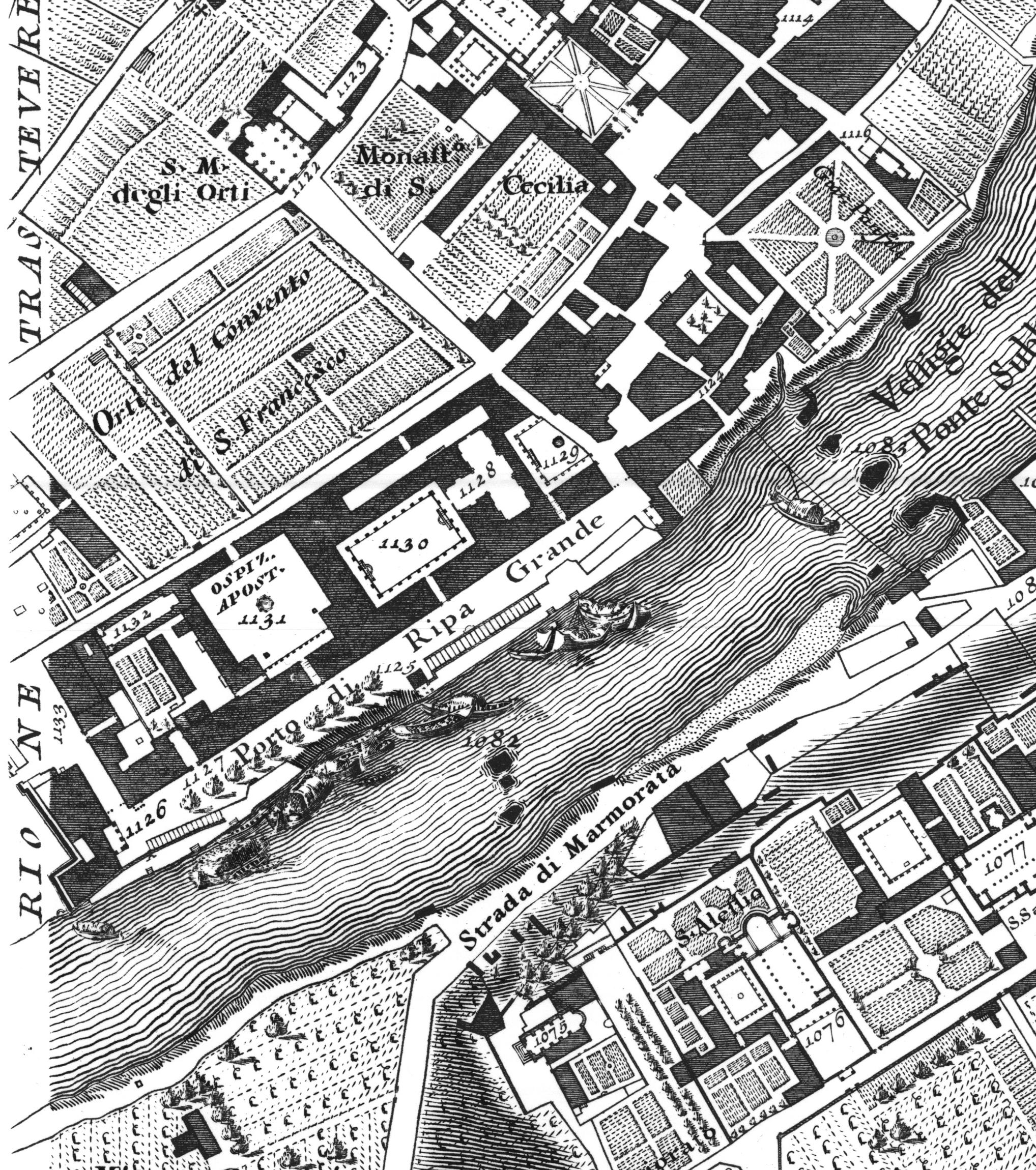
San Michele e il porto di Ripa Grande nella Nuova Topografia di Roma di Nolli (1748)

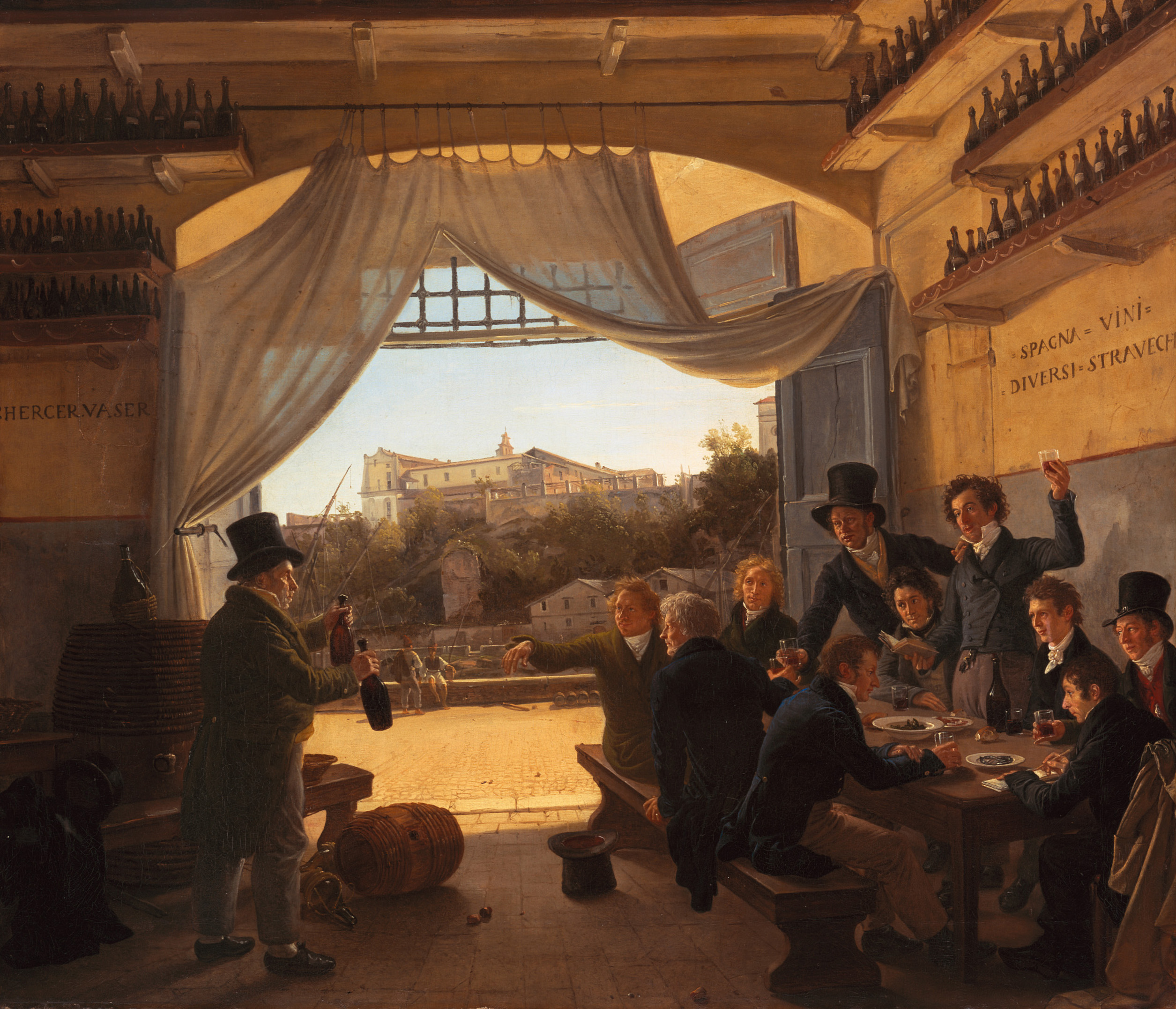
L'osteria del vin di Spagna nei locali del San Michele (Catel, 1824)

Il grande complesso trovò destinazione e dimensioni definitive in una cinquantina d'anni, tra i pontificati di Innocenzo XI Odescalchi e di Clemente XII Corsini. Vi contribuirono vari progettisti: il primo fu Mattia de Rossi, cui seguì Carlo Fontana; vi partecipò anche, per il carcere femminile, Ferdinando Fuga.
La sequenza degli spazi è individuabile nella pianta settecentesca del Nolli, redatta quando l'edificio era ormai completato nelle sue numerose aggiunte. Da sinistra, subito all'interno della porta Portese e di fronte alla dogana di Ripa Grande, si susseguono (i numeri sono quelli della pianta del Nolli):
- 1133: carceri delle donne (completato da Clemente XII, 1734-1735)
- 1132: casa di correzione dei fanciulli (completato da Clemente XI, 1701-1704)
- 1131: ospizio per i fanciulli in cura de' PP. Delle Scuole Pie (prima fabbrica del 1686, completata nel 1701)
- 1130: ospizio per gli Uomini invalidi (1708-1713)
- 1128: chiesa della Trasfigurazione (aperta nel 1715, ripresa e conclusa nel 1835)
- 1129: ospizio per le donne invalide (completato nel 1729).

L'edificio, costruito all'estremo limite della città, è di dimensioni rilevantissime: 334 metri di lunghezza, 80 di larghezza media tra il fiume Tevere e la via di San Michele, per una superficie complessiva di oltre 2 ettari e mezzo (26.720 m²) ("non comprese le strade che la circondano né lo spazio della dogana di ripa ch'è però proprietà dell'ospizio"). Lungo il Tevere ha tre piani sopra il piano terra, ma ognuno dei cinque corpi di fabbrica è sopraelevato da un attico, sicché risulta alto 21 m fino al cornicione e 25 in totale.
Oltre agli spazi residenziali, ben distinti e separati per categorie di assistiti, l'ospizio comprendeva spazi per manifatture artigianali, cui venivano assegnati gli ospiti in condizione di lavorare; tali attività - lanificio, fabbrica della seta, fabbrica degli arazzi, stamperia - costituirono parte integrante del progetto fin dalla sua fondazione. Ognuna di esse era finalizzata a produrre per un mercato certo, pubblico e privilegiato ("privativa"): il lanificio produceva tessuti per il palazzo apostolico e per i soldati, la seteria - riservata alle donne - per arredi e paramenti sacri, e così anche l'arazzeria; la stamperia infine produceva principalmente libri per le scuole elementari.
I moduli si snodavano attorno a otto cortili (di cui i due maggiori, quello dell'ospizio dei Fanciulli e quello dell'ospizio dei Vecchi, erano i principali). Gli ambienti a piano terra verso il porto di Ripa erano utilizzati, in affitto, da privati per attività commerciali e artigianali.
Nel complesso erano due chiese: la grande, di cui s'è detto, intitolata a san Salvatore degli invalidi e a san Michele, ricostruita in luogo della prima cappella costruita da Mattia de Rossi per il primo fabbricato Odescalchi, e una cappella più piccola e rifatta in sostituzione di un'antica - Santa Maria del Buon Viaggio - con accesso sulla riva, frequentata dalla gente del porto.

## Cinema e televisione
Negli anni settanta e ottanta, il Complesso monumentale di San Michele a Ripa Grande fu anche utilizzato come location per le riprese di alcune produzioni cinematografiche e televisive. Di seguito un elenco delle produzioni in questione:
- Detenuto in attesa di giudizio (1971)
- Imputazione di omicidio per uno studente, regia di Mauro Bolognini (1972)
- Il domestico (1974)
- Farfallon (1974)
- Prigione di donne (1974)
- Amore mio, non farmi male (1974)
- Fantozzi (1975) - Le scene girate nel carcere non furono inserite nella versione cinematografica, ma furono aggiunte nell'edizione in DVD del 2004.
- La polizia accusa: il Servizio Segreto uccide (1975)
- Il trucido e lo sbirro (1976)
- Bluff - Storia di truffe e di imbroglioni (1976)
- Italia a mano armata (1976)
- Languidi baci... perfide carezze (1976)
- Il grande racket (1976)
- Pronto ad uccidere (1976)
- Il cinico, l'infame, il violento (1977)
- Il mostro (1977)
- Antonio Gramsci - I giorni del carcere (1977)
- Corleone (1978)
- La banda Vallanzasca (1978)
- Due pezzi di pane (1979)
- Fantozzi contro tutti (1980)
- Mia moglie è una strega (1980)
- Il casinista (1980)
- Delitto a Porta Romana (1980)
- Oltre la porta (1982)
- Più bello di così si muore (1982)
- Scarlatto e nero (miniserie televisiva in due puntate, 1983)
- "FF.SS." - Cioè: "...che mi hai portato a fare sopra a Posillipo se non mi vuoi più bene?" (1983)
- Assisi Underground (1984)
- Ternosecco (1987)

## Collegamenti
| È raggiungibile dalla fermata Porta Portese | del tram 3 |